# Бартов, Давид
Давид Бартов (ивр. דוד ברטוב‎), при рождении Давид Гутенский — пол. Dawid Gutenski; 1 февраля 1924, Мотоль, Польская Республика — 30 марта 2018, Иерусалим) — израильский юрист, дипломат и общественный деятель. Бывший глава Натива.

## Биография
Давид Гутенский родился в местечке Мотоль (в то время — Польская Республика, ныне — Брестская область Беларуси). Учился в городе Пинске, в гимназии Тарбут. В 1941 семья Гутенских сослана в Сибирь, а в 1946 году он вернулся в Польшу.
Эмигрировал в Берлин в 1947 году, был одним из создателей ивритской школы для детей-беженцев, являясь одним из её преподавателей. Через два года Гутенский репатриируется в Государство Израиль и получает место в Министерстве главы правительства Израиля. В 1952 году стал директором бюро президента Ицхак Бен-Цви. Поступил на юрфак Еврейского университета в Иерусалиме, работал юридическим советником президента Израиля (при Хаиме Вейцмане, Ицхаке Бен-Цви, Залмане Шазаре).
С 1964 года работал в «Нативе», с того же года работал в Москве, вплоть до разрыва дипломатических отношений в 1967 году, когда Бартов вернулся в Израиль. Получил должность мирового судьи, затем окружного судьи, а затем заместителем председателя Иерусалимского Окружного суда.
Участвовал в организации комиссии Аграната и комиссии Войны Судного дня. Координировал работу комиссии по Сабре и Шатиле.
По выходу на пенсию с должности судьи (1985), Бартов возглавил Натив, который возглавлял по 1992 год. После чего был направлен в израильское посольство в Москве. С 1994 года снова в Израиле.
Работал исполнительным директором института Яд Бен-Цви в 1997—2003 годах, а с 2004 является председателем общественного совета института.
Бартов был удостоен премии имени Давида Бен-Гуриона за вклад в дело репатриации евреев СССР (1991).